# Muntanyes Nagar
Les muntanyes Nagar són un serralada coberta de jungla i boscos que s'estén pel districte de Jabalpur i el districte de Mandla, a l'estat de Madhya Pradesh. Es troba just al damunt de la vall del riu Narbada.